# Collelongo
Collelongo (Chellonghe in dialetto marsicano) è un comune italiano di 1 061 abitanti della provincia dell'Aquila in Abruzzo.

## Geografia fisica
Il paese è situato nella Vallelonga a quota 915 m s.l.m. tra l'area di protezione esterna del parco nazionale d'Abruzzo, Lazio e Molise e la piana del Fucino. Il monte Longagna (1769 m s.l.m.) segna il confine con il comune di Trasacco; altri comuni confinanti sono Balsorano, Civita d'Antino, Lecce nei Marsi, Ortucchio, San Vincenzo Valle Roveto e Villavallelonga (AQ). 
A nord est del suo territorio si trova l'area d'interesse archeologico della valle di Amplero. A ovest il monte Breccioso (1974 m s.l.m.), incluso nel gruppo montuoso della Serra Lunga, separa la Vallelonga dalla valle Roveto.

## Storia
Alcuni storici, come ad esempio Walter Ciancusi, hanno ipotizzato la nascita di questo paese intorno all'anno mille, in una diversa ubicazione da quella contemporanea: alle pendici della montagna detta "del Calvario". Prima del 1220 Collelongo disponeva di un castello alle pendici del monte, ma Federico II lo fece distruggere insieme a più di duecento altri castelli dopo l'assise di Capua.

### Preistoria
Le più antiche testimonianze della presenza umana nel territorio della Vallelonga e di Collelongo risalgono al periodo Paleolitico medio, circa 400.000 anni fa: sono oggetti di selce che attestano l'attività prevalentemente venatoria di popolazioni nomadi.
Presenze stanziali risalgono al periodo Neolitico, circa 7.000 anni fa, di cui sopravvivono sparuti resti di villaggi, e all'Età del ferro (IX secolo a.C.-VIII secolo a.C.), di cui restano scorci delle recinzioni murarie degli “ocres”, fortificazioni rinvenute su alcuni colli, e di necropoli di tombe circolari a tumulo.
Dai corredi funerari di chiaro stampo guerriero si evince che questi popoli erano in continuo conflitto tra di loro.
Solo nel V secolo a.C. tutti questi "ocres", che erano comunità indipendenti ("touta") rette da magistrati della nobiltà guerriera, si riunirono sotto un'unica denominazione: i Marsi, popolo di guerrieri che dal V secolo a.C. combatterono per le potenze mediterranee>.

### I Marsi e il periodo romano

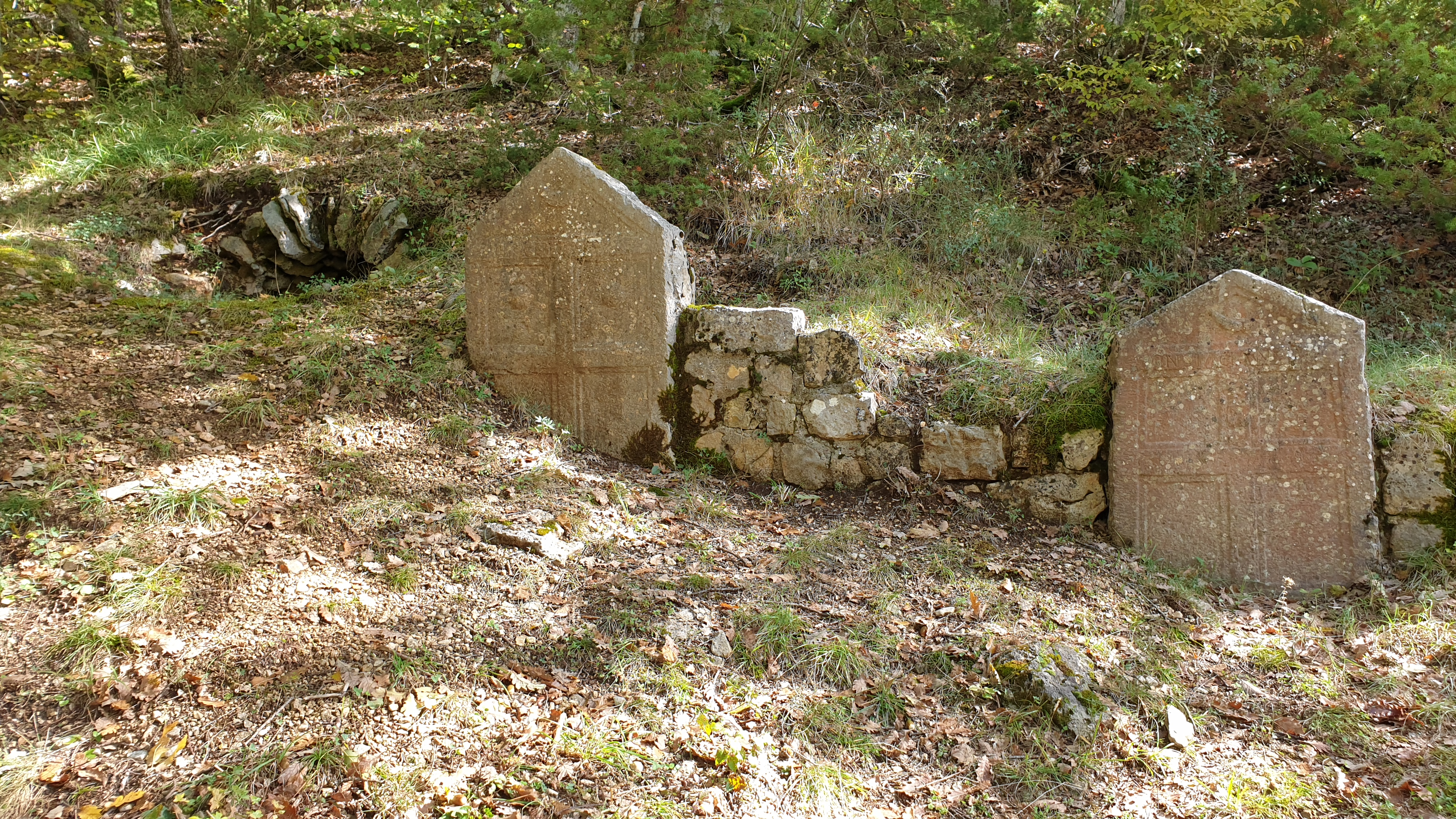
La necropoli nei pressi della valle di Amplero

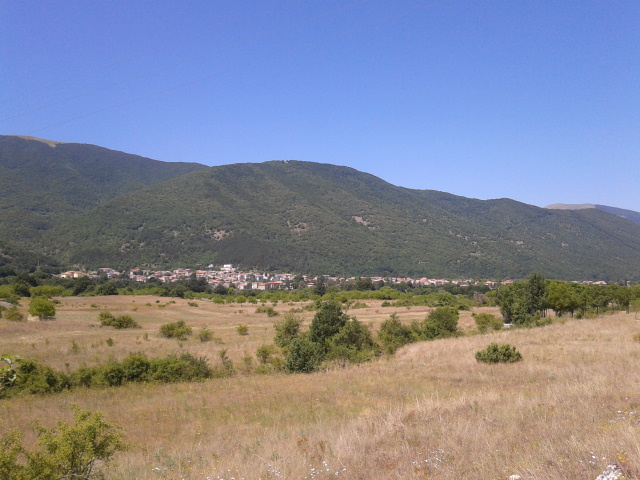
Foto panoramica di Collelongo

Nel 302 a.C. i Marsi si allearono con Roma, è in quest'epoca che venne costruito il vicus di Amplero, mirabile esempio di architettura ed urbanistica di quel popolo.
L'insediamento italico-romano di Amplero è l'elemento più importante del patrimonio archeologico di Collelongo.
Verso la fine degli anni sessanta il pastore contadino Vincenzo Grande scoprì casualmente reperti italici e medievali: ciò diede l'avvio alla campagna di scavi che portò alla luce i resti della civiltà marsa e romana disseminati lungo la Vallelonga.
L'insediamento di Amplero consta di un'acropoli, un villaggio e due necropoli, con numerosi reperti di grande interesse: edifici templari, cisterne in muratura, tombe con corredi funerari.
L'acropoli, che sorge sul colle La Giostra, racchiude due edifici templari, una cisterna per la raccolta di acqua piovana e una stipe votiva.
Qui sono stati rinvenuti diversi elementi artistici e religiosi, con ex voto che rappresentano quasi sempre figure femminili, o modelli di arti inferiori, nonché una statuetta raffigurante una madre che allatta il bambino, da riferirsi probabilmente ad una divinità.
Alla base del colle su cui poggia l'acropoli, in località San Castro, sorge il vicus italico-romano, fulcro della ricerca archeologica, con resti ben visibili e consistenti.
È stata accertata la presenza di edifici di carattere monumentale per uso pubblico e l'esistenza di una zona, prima residenziale, poi adibita a sepoltura.
La cospicua quantità di reperti rinvenuti, soprattutto materiali edilizi, ha consentito una puntuale ricostruzione del sito nonché un'accurata disamina dello stile di vita degli abitanti del luogo. Poco distante sorge una piccola necropoli con non più di dieci tombe.
In località Cantone si trova invece la grande necropoli in uso tra il I secolo a.C. e il I secolo d.C.
Con le sue oltre cinquanta tombe, la necropoli ha fornito dati a sufficienza per ricostruire non solo lo svolgimento dei culti funerari, ma anche le caratteristiche fisiche ed antropiche degli antichi abitanti del vicus di Amplero.
Fra gli oggetti di corredo funerario, oltre a numerose lapidi e steli, spicca il letto in osso custodito nel museo archeologico nazionale di Chieti.
Questo periodo di splendore venne interrotto dalla guerra sociale del 91-87 a.C., che ridimensionò gran parte dei centri descritti. In seguito vennero costruite numerose ville della nobiltà locale e, più tardi, monumentali mausolei di età imperiale.
Da menzionare anche l'area archeologica di Fonte Jò, con reperti che si collocano nell'Età del bronzo e ruderi di un piccolo vicus italico-romano.

### Medioevo

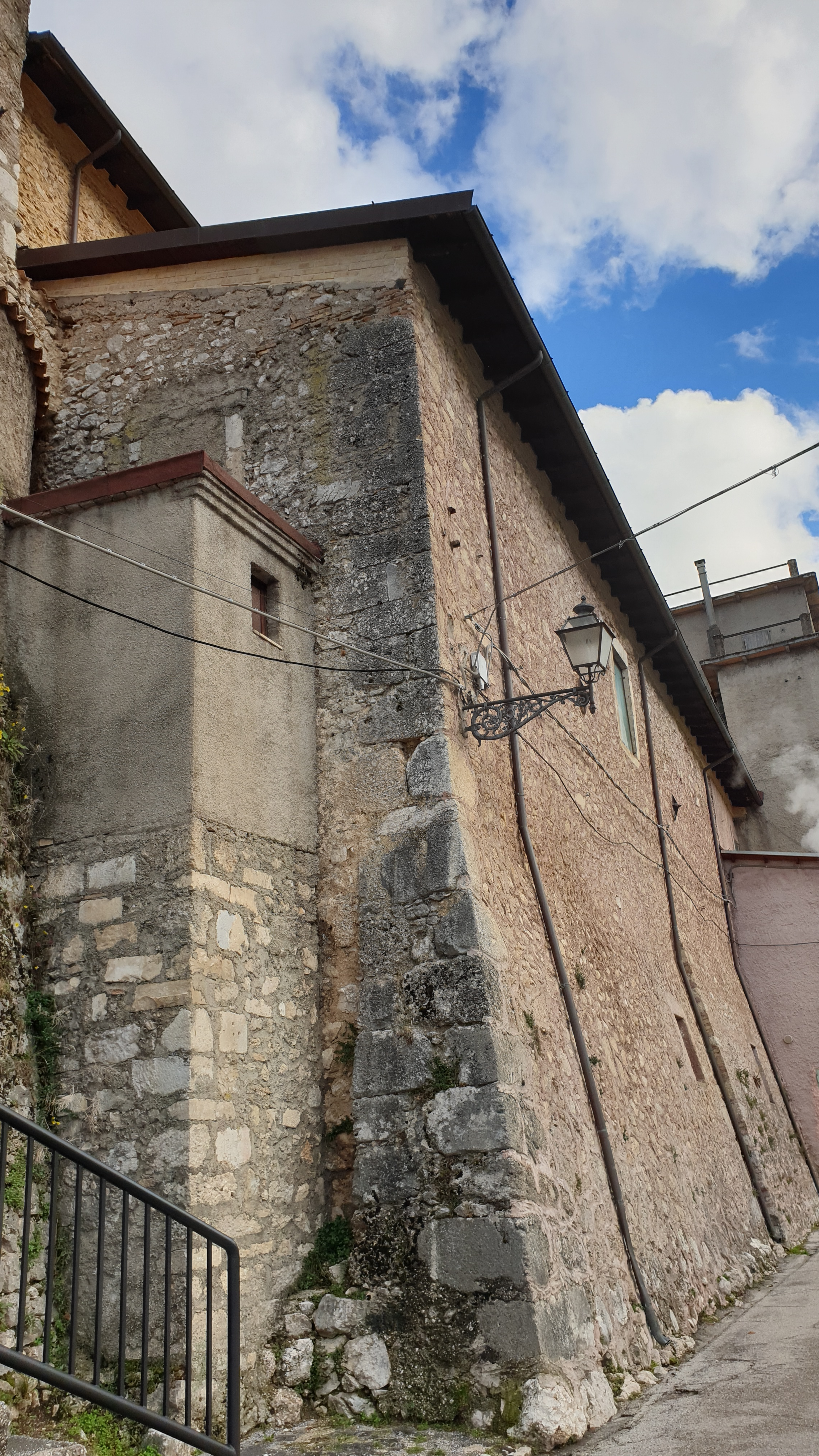
Palazzi della cinta muraria

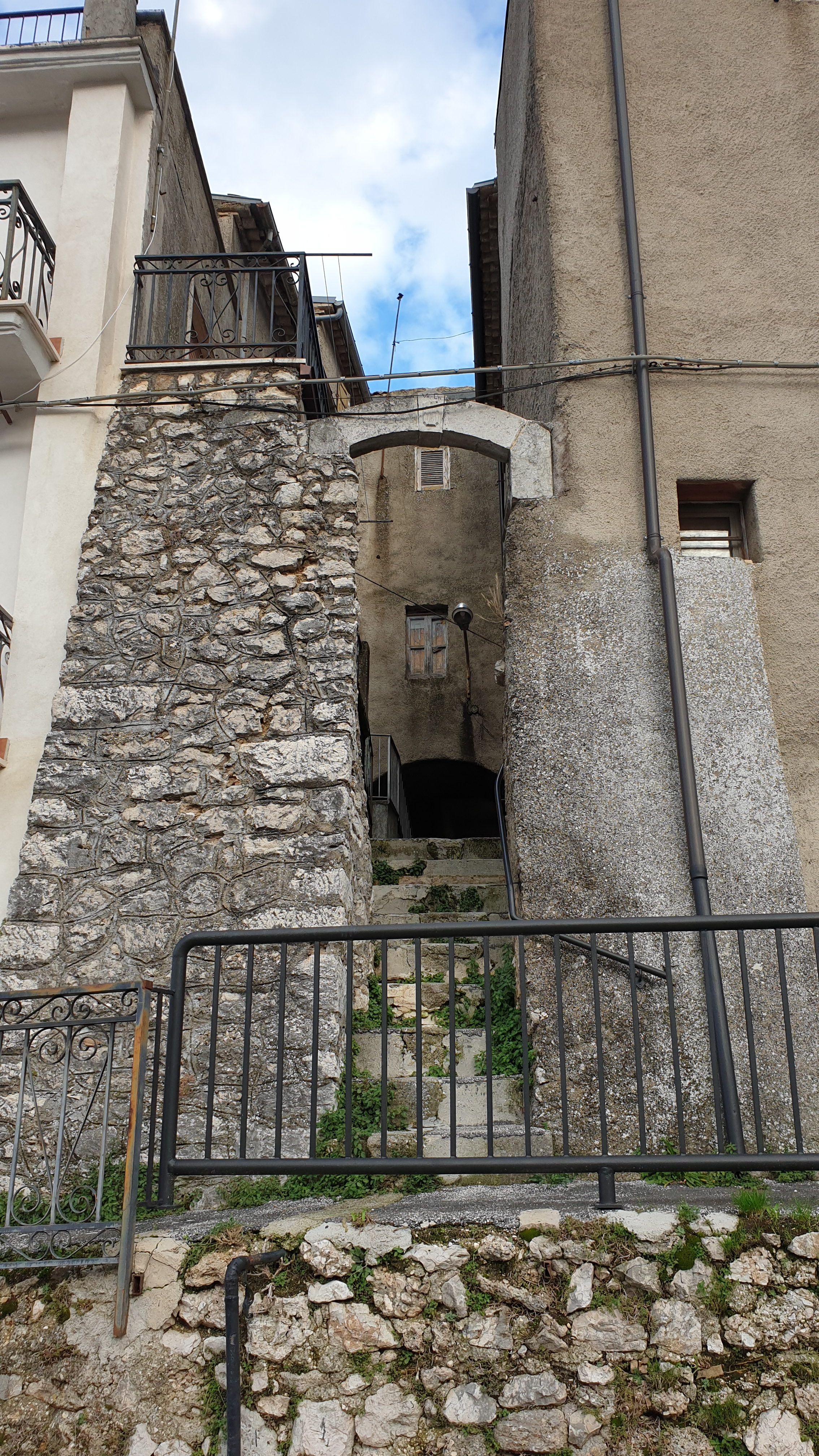
Porta cittadina

Con la fine del mondo antico il territorio della Vallelonga subisce le distruzioni legate alle invasioni barbariche, soprattutto durante la guerra Gotico-Bizantina che interessò la Regione Valeria (537-538 d.C.).
Con l'arrivo dei Longobardi (571-574 d.C.) e l'eliminazione dei superstiti esponenti della gentes locale, il territorio collassa e solo sul finire dell'VIII secolo si notano i primi segni di ripresa ad opera delle comunità monastiche farfensi e cassinesi.
Ai Longobardi è da assegnare la nascita del culto dedicato a sant'Angelo e, quindi, anche della chiesa di Sant'Angelo a Collelongo citata successivamente nella bolla di Papa Clemente III del 1188.
Nel 774 la Marsica longobarda (denominata Marsia nelle carte ecclesiastiche dell'epoca) viene conquistata dai Franchi di Carlo Magno pur rimanendo inserita nel ducato di Spoleto.
A partire dal 789 si ha la prima documentazione sulla presenza di stanziamenti monastici nella Vallelonga (Valle Transaquana) con la curtes di San Leucio in Moscusi di Villavallelonga, la più importante fondazione farfense in questo settore della Marsica dall'VIII al XII secolo.
Nell'859-860 la Marsica diventa sede della contea autonoma ad opera di Lotario I.
All'opera dei monaci di Farfa (RI) si affianca quella di Montecassino con la prepositura di Santa Maria in Luco che dal 970 avrà controllo diretto di gran parte dei possedimenti agrari della Vallelonga e della sua terminale Valle Marculana (Prati d'Angro) con il monastero di San Martino in Valle Transaquana e le chiese di Santa Maria in Collelongo (chiesa di Santa Maria delle Grazie), San Bartolomeo in Arce e Santa Maria in Valle Marculana.

#### Normanni e Saraceni
Nel 1076 si assiste ai primi tentativi di conquista della Marsica da parte dei Normanni che solo nel 1143 avranno la resa definitiva dei conti dei Marsi.
Della chiesa di Santa Maria a Collelongo si fa ulteriore cenno nel 1089 e nel 1137.
Verso la fine dell'Alto Medioevo la Valle Transaquana vede nascere i castelli-recinti medievali, eretti dai feudatari Franco-Longobardi e dai Monaci dopo le scorrerie dei Saraceni (Agareni) e degli Ungari del IX-X secolo.
La Marsica, terra di frontiera, viene ora a trovarsi sui confini settentrionali del nuovo Regno normanno d'Italia, mentre precedentemente era sui confini meridionali del ducato di Spoleto.
È proprio in un documento normanno del 1167-1188, il Catalogus baronum, che si trova l'elenco completo dei castelli della Vallelonga, inseriti nella contea di Albe: Collelongo e Rocca de Cerri, feudi di quattro militi di Rogerius de Albe (circa 500 abitanti).
I due incastellamenti, strettamente collegati e complementari, sono riconoscibili sul costone nord di Colle Cerri, (Rocca de Cerri), e sulla sommità di Monte Calvario (Collelongo); quest'ultimo era collegato ad una torre avanzata sul sito della contemporanea piazza San Rocco.
Ai due castelli-recinti citati si affiancano le fortificazioni monastiche di Castelluccio-Torricelle della Valle Canale dei Cassinesi (Castello-recinto) e quella di Costa Fonte Astuni dei Farfensi (Torre-cintata).
Ai monaci volturnensi è da assegnare il monastero di Sant'Elia posto sopra la fonte omonima dei Prati di Sant'Elia, di cui si possiede, però, una documentazione dal XIV al XVII secolo come grangia di Sancti Johannis de Collibus e da cui provengono i resti ossei di San Diodato, conservati nella chiesa del borgo antico di San Giovanni Valle Roveto.
La bolla pontificia di papa Clemente III del 1188 elenca le chiese che appartenevano alla diocesi dei Marsi con l'esclusione dei monasteri affiancati: San Martino in Valle Trasaccana, Sant'Angelo e Santa Maria a Collelongo, San Leucio e San Nicola in Rocca de Cerri, Sancti Laurenti nei Prati d'Angro.
Vi compare per la prima volta la chiesa di Sant'Angelo, la più antica di Collelongo, distrutta dal terremoto del 1915; era nell'area della piazza Sant'Angelo posta a monte della chiesa parrocchiale.
Precedentemente, nel privilegio del 1137 dell'imperatore Lotario II a Montecassino, sono elencate le chiese monastiche della Vallelonga: San Leucio in Muscosi, San Bartolomeo in Arce, Santa Maria a Collelongo.
Nel secolo XIII Collelongo e Rocca de Cerri sono inserite nella contea di Celano ed assistono alle lotte fra il conte di Celano e del Molise Tommaso ed il sovrano svevo Federico II, lotte che porteranno alla distruzione di Celano nel 1223.
Agli inizi del secolo viene realizzata, per l'arredo della chiesa di Santa Maria, la tela dipinta e incollata su tavola raffigurante la Madonna delle Grazie con Bambino e sottostanti figure di santi.

#### Dal duecento al cinquecento

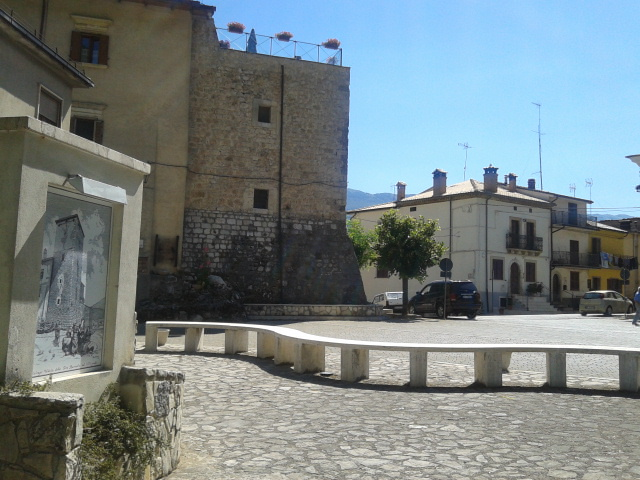
La torre baronale

Il dominio svevo termina poi nel 1268 con la battaglia di Tagliacozzo e con la fine di Corradino di Svevia.
Il vincitore, Carlo I d'Angiò, divide l'Abruzzo in due Giustizieriati posti sopra e sotto il fiume Pescara con i due incastellamenti della Vallelonga, Rocca de Cerri e Collelongo, inseriti nel giustizierato Aprutium ultra flumen Piscariae come documentato dal diploma di Alife il 5 ottobre 1273.
Nell'ottica delle ricompense dell'angioino Carlo I verso i suoi servitori d'arme, si assiste all'assegnazione nel 1279 al cavaliere francese Giovanni Matteo della quarta parte di Rocca de Cerri, Collelongo e Trasacco.
Nel 1293 i due feudi sono nelle mani di Ottone de Toucy, poi nel 1316 della contessa Filippa di Celano.
Successivamente, dal 1339 al 1343, nella contea albense di Oddo de Tumato e poi di Maria d'Angiò; nel 1390 Collelongo è inserita nella contea di Albe, proprietà per poco tempo del viceré d'Abruzzo e governatore di Aquila, Luigi di Savoia.
Sul finire del secolo il feudo della contea di Albe passò sotto il francese Ramundo d'Artus. Nel Trecento si conosce anche la consistenza fiscale delle sue chiese nelle decime vaticane (tar. = "tarini", moneta dell'epoca); nel 1308: "Clerici Rocche de Cerri solvit tar. VI." e "Clerici Castri Longi solverunt tar. XXVIII".
Nel 1324 la chiesa di Santa Maria a Collelongo era diretta dall'abbate Rainaldo e dai clerici Pietro, Simone ed Alessandro, mentre l'arciprete Angelo reggeva, con l'ausilio dei canonici Pietro e Odorisio, la chiesa di San Giovanni a Collelongo (sul sito dell'attuale chiesa parrocchiale); non conosciamo, invece, il nome del sacerdote che reggeva la chiesa di Sant'Angelo.
È questo il secolo in cui ha inizio il fenomeno del sinecismo, di concentrazione degli abitanti del territorio di Collelongo intorno alla vecchia torre quadrata normanna di piazza San Rocco, torre dotata nel Trecento della scarpa di base.
Di nessuna consistenza sono le ipotesi degli storici marsicani del passato dell'esistenza nel territorio collelonghese degli abitati medievali di Castulo, Mensula-Mesula, Bettoria-Victorita e Sclavi: i primi due sono nel territorio di Ortucchio (Colle Castello e Misola); il terzo corrisponderebbe al contemporaneo quartiere di Santa Vittoria di Casali d'Aschi; Sclavi corrisponde al sito del vecchio monastero di San Martino di Rosciolo, su cui venne in seguito edificata l'area cimiteriale.
Nel 1400 Collelongo con Rocca de Cerri rimangono inserite nella contea di Celano con Ruggero (1400), Iacovella di Celano (1424), Odoardo Colonna (1427), Giacomo Caldora (1436), Lionello Accrocciamuro (1440), Luigi da Celano (1445), Iacovella (1447) ed infine Piergianpaolo Cantelmi, duca di Sora e Alvito e conte di Popoli, che nel 1459 concede un privilegio alle universitas di Collelongo e Villa Collelongo (Villavallelonga).
Il documento del Cantelmi conferma l'affermarsi delle universitas popolari nell'ambito dei nuovi borghi tardo-medievali di fondovalle. I vecchi castelli vengono totalmente abbandonati a favore degli insediamenti di pianura (ex villae e curtes) più vicini alle nuove arterie transumanti della pastorizia orizzontale diretta in Puglia (Regio tratturo Pescasseroli-Candela), in Terra di Lavoro tra Lazio e Campania.
Agli inizi del secolo è noto dal codice delle decime della diocesi dei Marsi che la chiesa di San Leucio era tassata di grani quartaria tria ad cuppam con il concorso dei castri Collelongo e Rocca de Cerri.
Mentre la chiesa di San Martino de Troja era tassata per due fiorini d'oro.
Collelongo si racchiude, dalla seconda metà del 1400 alla prima metà del secolo successivo, con una cinta di case-mura dotata di due porte e due posterule (anguste porte d'accesso), le torrette rompitratta semicircolari, un bastione angolare rotondo sul versante est e la torre quadrata di piazza San Rocco in funzione di mastio affiancata al palazzo baronale.
Nell'interno le chiese di Sant'Angelo e San Giovanni, mentre l'antica chiesa cassinese di Santa Maria (Santa Maria extra moenia) diventa chiesa sepolcrale e viene circondata da difese murarie proprie costituendo una Torre-cintata avanzata.
Ad Amplero sono presenti le chiesette rurali di Sancti Casti e Sant'Elia; dalla prima ha origine il toponimo in uso "San Castro".
Le locali universitas sono rette da quattro massari eletti ogni anno da un consiglio di deputati nominati dall'arengo dei capifamiglia del paese. Nella seconda metà del 1400 Collelongo e Villavallelonga sono feudi dei Piccolomini a partire dal 1462 con Antonio Piccolomini, poi con Alfonso II, Innico, Costanza, Giovanni Silveri ed infine dai Piccolomini ai fratelli Carlucci di Marano (Magliano de' Marsi) che nel 1571 restaurano ed ingrandiscono il palazzo baronale di Collelongo.
Con i Piccolomini i due centri della Vallelonga diventano sede di un marchesato autonomo indipendente dalla contea di Celano. Sul finire del cinquecento, Bartolomea Carlucci, marchesa di Collelongo, sposa Clemente Sannesio ed alla sua morte, avvenuta nel 1649, il marchesato passa ai Sannesi fino al 1654.
È in età rinascimentale, nella seconda metà del Cinquecento, che la trecentesca chiesa di San Giovanni viene trasformata in nuova chiesa parrocchiale con il nome di Santa Maria Nova, ampliata nel 1557.

### Età moderna

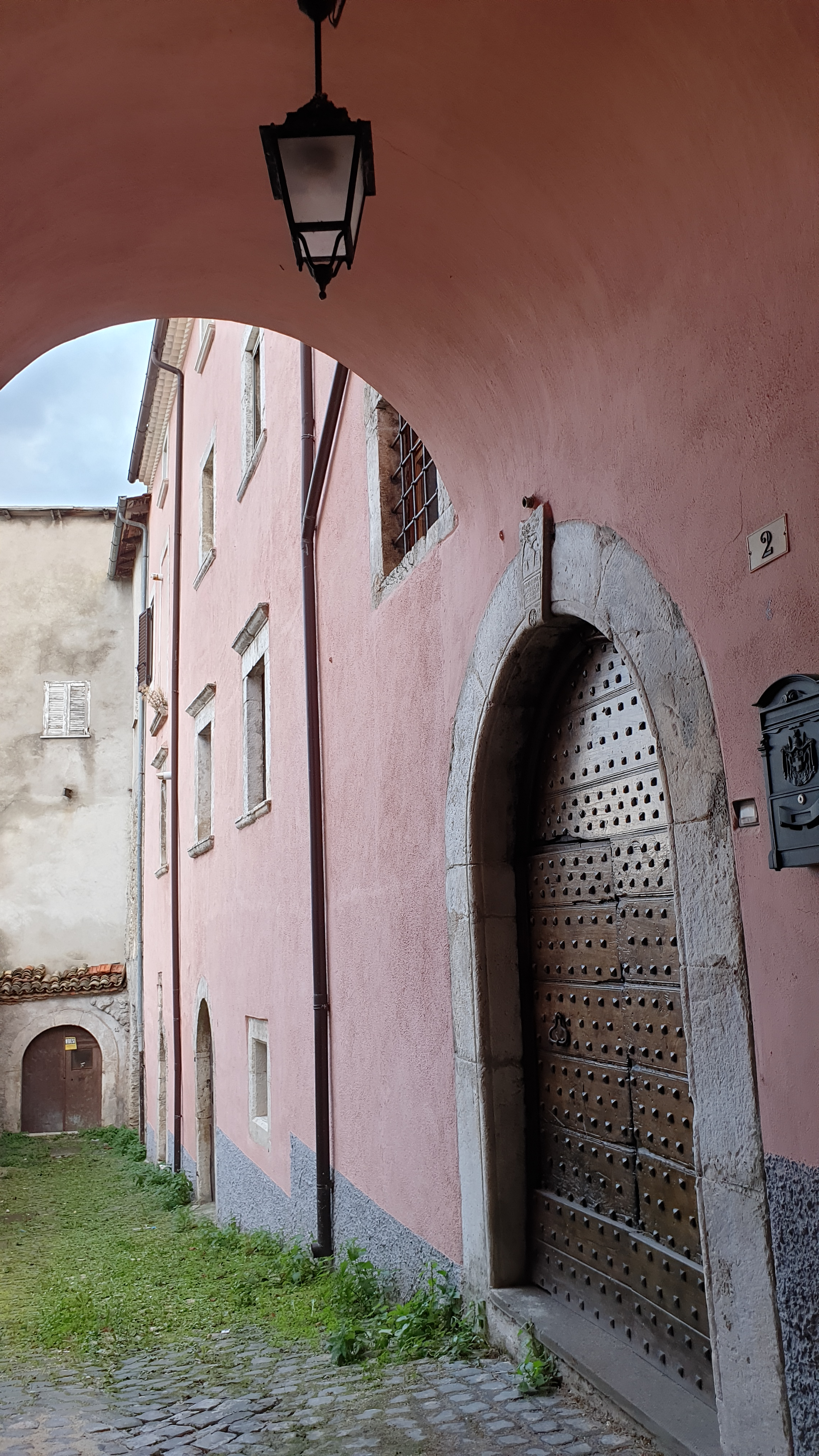
Palazzo Floridi

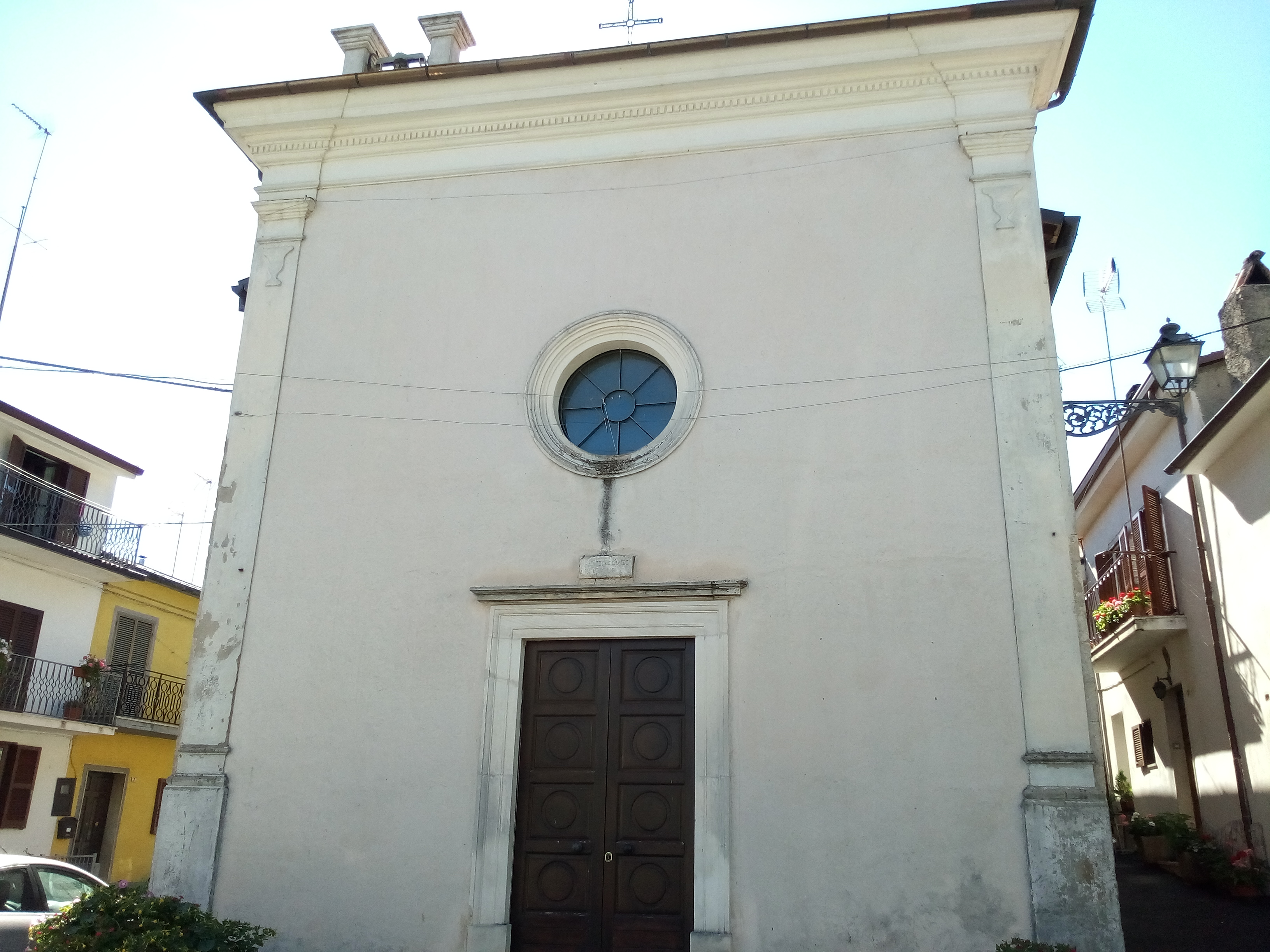
Chiesa di San Rocco

Il 1600 vede il paese di Collelongo superare immune la famosa peste del 1656 che ridusse al minimo gli abitanti di Villavallelonga e degli altri paesi della Marsica.
È questo il periodo in cui viene edificata, fuori dalle mura, la chiesa di San Rocco, santo che viene proclamato patrono del paese. I Francescani, invece, nel 1630 prendono possesso della vecchia chiesa monastica di Santa Maria, ora detta Santa Maria a Monte, e vi affiancano un loro convento.
Nello stesso secolo si inasprivano i conflitti con le universitas vicine per il possesso dei territori di confine, soprattutto con Villavallelonga e Trasacco, problemi nati già nel Cinquecento.
A questi conflitti antichi (guerre fra poveri) si aggiunsero quelli dal Settecento con i vicini centri di Balsorano, San Vincenzo Valle Roveto, Civita d'Antino ed Ortucchio.
Nel secolo successivo, dal 1724, il Marchesato passa ai Sacrati e nel 1752 ai Pignatelli che lo tennero fino al 1806, anno dell'abolizione della feudalità nel Regno di Napoli.
L'ultimo feudatario di Collelongo e Villavallelonga fu, quindi, il marchese Cesare di Giovanbattista Pignatelli.
Nei secoli XVII e XVIII Collelongo vede l'emergere dei ricchi latifondisti Floridi e Botticelli che, insieme ad altri professionisti come i Rossi e i Fiore, furono i soli locati a potersi permettere, in forme private, la grande transumanza pastorale orizzontale verso la Puglia e la Campania.
I loro palazzi si ergono nell'interno della cerchia muraria con considerevoli altezze, ora dimezzate dal terremoto del 1915: i Floridi edificano, in occasione del Giubileo del 1700, una cappella privata dedicata alla Madonna del Rosario, ora sede del sacrario ai caduti di tutte le guerre.
La stessa chiesa parrocchiale è ingrandita ed abbellita nel 1746.
Dal confronto con Villavallelonga, Collelongo sembra avere, dal XVII al XVIII secolo, un'economia mista basata sia sull'agricoltura che sull'allevamento, mentre la vicina università è orientata verso una esclusiva attività pastorale.

### Età contemporanea

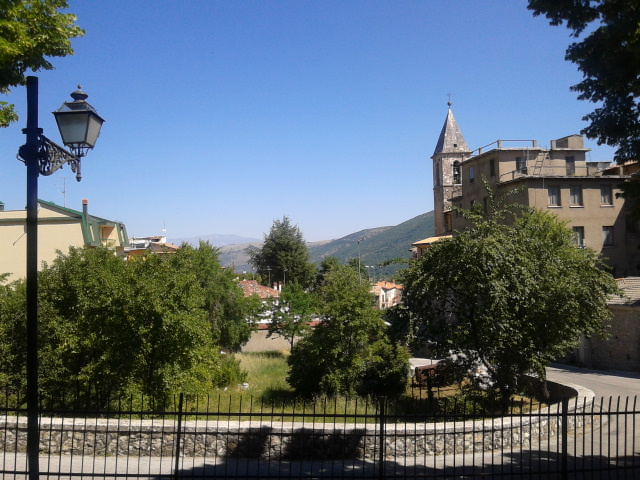
Veduta di Collelongo

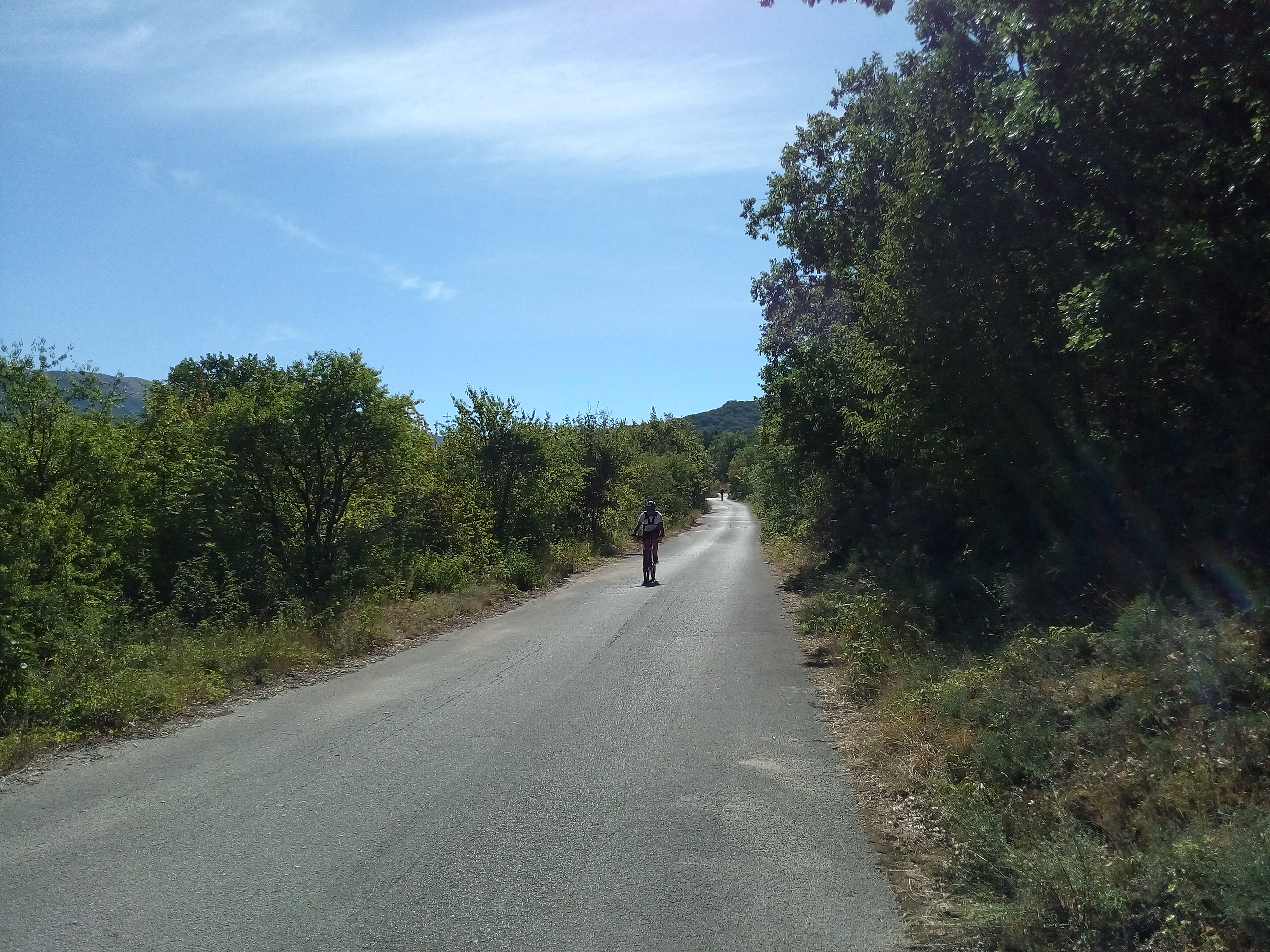
Strada che conduce ai prati di Sant'Elia

L'Ottocento vede Collelongo, ora libero municipio, interessato dalle "vendite" carbonare e dal vasto fenomeno del brigantaggio.
Nel paese era presente la vendita detta I figli di Socrate con il Gran Maestro Vincenzo Floridi e 35 aderenti.
Intorno alla metà del secolo operavano nell'area le bande dei briganti Chiavone, Mattei e Capoccia che funestarono la Vallelonga fino al 1870.
A metà del secolo la chiesa parrocchiale di Santa Maria Nova, viene ampliata ulteriormente con l'aggiunta della terza navata laterale destra ed il campanile impostato su una torretta rompitratta delle mura.
Con il prosciugamento del Fucino l'attività della transumanza entra in crisi ed anche i terreni agrari della Vallelonga perdono di competitività rispetto alle nuove terre emerse.
A questa crisi dei paesi di montagna si aggiunge anche l'opera distruttiva della natura con il terremoto del 1915 che distrusse i centri storici e provocò la morte di 96 persone a Villavallelonga e solo 5 a Collelongo.
Al sisma si aggiunsero i morti della prima e della seconda guerra mondiale e il fenomeno dell'emigrazione iniziato già sul finire dell'Ottocento.
Solo con l'assegnazione di parte delle terre del Fucino nel 1954 da parte dell'Ente per la valorizzazione del Fucino ha inizio un fenomeno di timida rinascita economica della Vallelonga grazie anche allo sfruttamento dei boschi ed alla presenza del Parco Nazionale d'Abruzzo. Nel 1968 iniziano i primi scavi da parte dell'università di Pisa ad Amplero continuati fino al 1987, i cui risultati scientifici insieme al letto in osso vennero presentati nel 1989 durante una mostra al palazzo Botticelli.

### Simboli
Lo stemma e il gonfalone sono stati concessi con decreto del presidente della Repubblica n. 5010 del 12 ottobre 1987.
Nello stemma è rappresentato san Rocco, in campo d'argento, fra le lettere S e R, affiancato da un cane che stringe fra i denti un pane d'oro.
Il gonfalone è un drappo partito di rosso e di azzurro.

## Monumenti e luoghi d'interesse

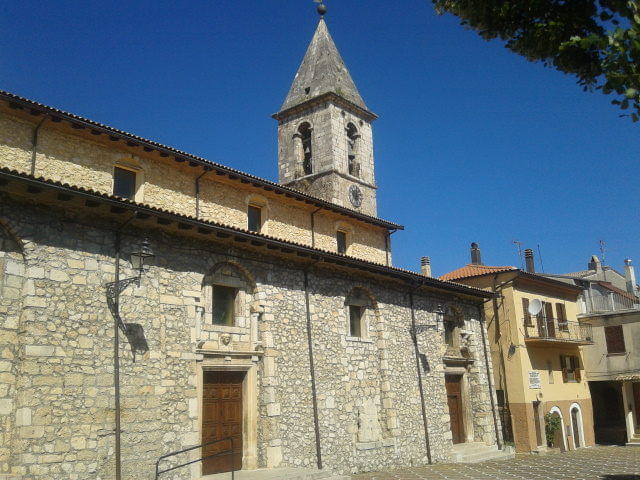
Chiesa di Santa Maria Nuova

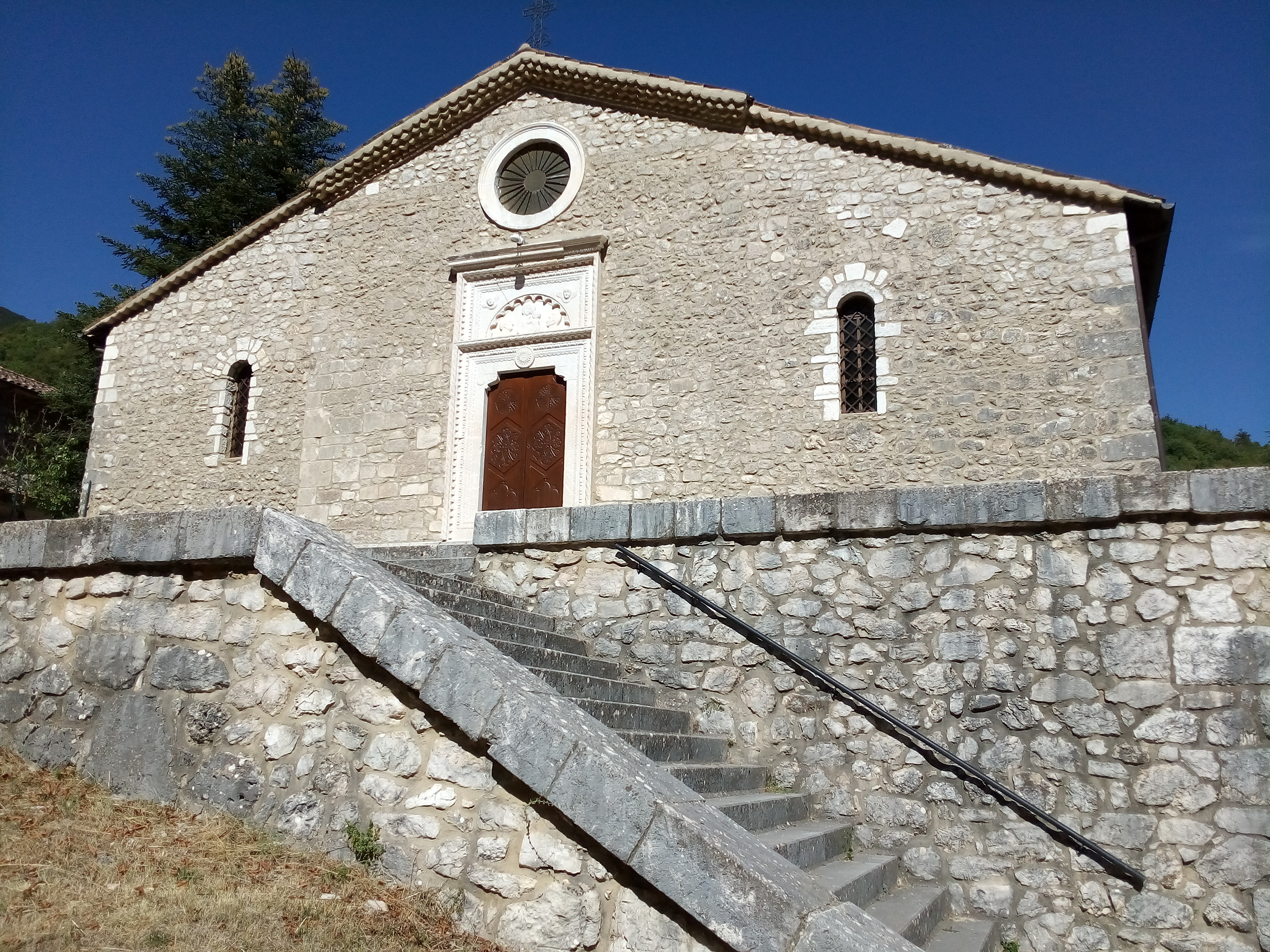
Chiesa di Santa Maria delle Grazie

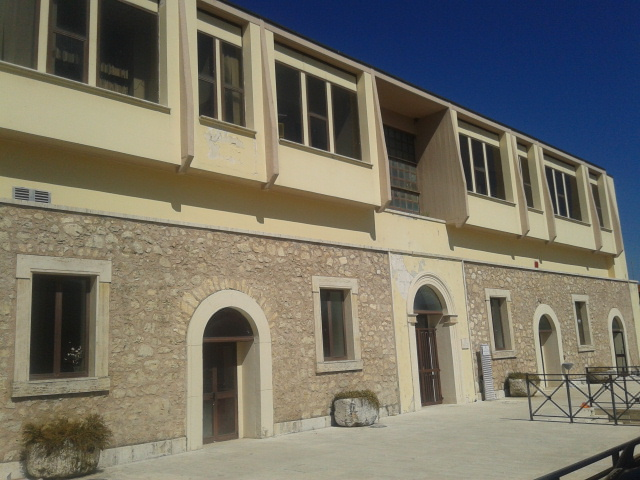
Palazzo Botticelli

### Architetture religiose
Chiesa di Santa Maria NuovaChiesa parrocchiale a tre navate con ingressi sul lato longitudinale. Fu edificata a cominciare dalla seconda metà del Cinquecento sul sito della preesistente chiesa di San Giovanni, risalente al XIV secolo. Ampliata nel corso dei secoli subì gravi danni a causa del terremoto della Marsica del 1915. Il primo progetto di restauro risale al 1921. Internamente si caratterizza per la presenza di diverse opere d'arte come l'organo a canne del 1745, restaurato e impreziosito nel 1883 da Tommaso Vayola, la statua in pietra di sant'Antonio datata 1642 e le formelle della via crucis realizzate da Francesco Sansone.
Chiesa di Santa Maria delle GrazieSituata nei pressi del valico che conduce ai prati di Sant'Elia, risulta citata anche come chiesa di Madonna a Monte nella Chronica sacri monasterii casinensis dell'XI secolo di Leone Marsicano. Nel 1089 venne donata dal conte dei Marsi Gentile di Baldovino al monastero di Santa Maria in Luco. Ampliata nel corso del XVI secolo venne gravemente danneggiata dal sisma del 1915. Successivamente restaurata è situata nell'area montana che sovrasta il paese.
Chiesa di San RoccoSituata di fronte alla torre baronale c'è la chiesa di epoca seicentesca, eretta dai Botticelli dopo la peste del 1656. Rimaneggiata dopo i lavori post terremoto del 1915.
Chiesa della Madonna del RosarioSituata alle porte del paese è conosciuta anche come Cappella dei Floridi. Venne eretta in occasione del giubileo dell'anno 1700. Ospita il sacrario dei caduti di tutte le guerre.

### Architetture civili
- Sulle mura si aprivano due porte principali sull'asse longitudinale nord-est sud-ovest e due posterule (piccole porte d'accesso) sull'asse trasversale: in alto la prima porta nelle adiacenze della torre e del palazzo baronale; in basso la porta Jò ancora evidente e con vicino portale tardo-gotico datato 1523; la posterula di balzo Piccione, datata 1578 e posta vicino alla chiesa parrocchiale; l'altra posterula si trova sul fianco destro di palazzo Botticelli.
- Delle dimore nobiliari delle grandi famiglie di Collelongo rimangono, anche se ridotti rispetto alle loro originarie dimensioni, i palazzi dei Floridi e dei Botticelli, visibili nelle loro sistemazioni ottocentesche. Palazzo Floridi vicino a piazza Sant'Angelo con portale datato 1546 e palazzo Botticelli, ricostruito a cominciare dal 1989 in parziali forme moderne su progetto dell'architetto Carlo Scoccia[35]. Internamente ospita il museo civico archeologico e un centro culturale polivalente con il teatro da 130 posti, intitolato dal 21 marzo 2015 a Carmine Cianfarani, compianto presidente dell'ANICA[36]. Alcuni spazi interni sono decorati da alcuni affreschi realizzati dal pittore Fabio Rieti dedicati all'emigrazione[37]. In quest'ultimo palazzo è esposta la copia del letto in osso della valle di Amplero realizzata dai Fratelli Fubelli di Roma. Altri affreschi di Fabio Rieti del genere trompe-l'œil sono stati realizzati tra il 1988 e il 2013 sulle facciate delle abitazioni del centro storico.
- Il centro storico di Collelongo si presenta con una pianta ovoidale disposta su leggero pendio con una disposizione urbanistica tipica dei borghi di fondovalle dell'età tardo-medievale. La difesa era affidata a case-mura con muro esterno in opera incerta con scarpa alla base e torrette rompitratta circolari. Sul versante ovest le difese murarie erano rafforzate dal fossato di Rio, ora balzo Piccione, mentre su quello est, più esposto all'attacco, si nota un evidente rafforzamento data la presenza del largo bastione angolare a pianta circolare di via San Rocco inferiore, probabilmente rafforzato da un altro, non più visibile, posizionato vicino alla porta Jò.
- Sede municipale, nella cui sala consiliare è esposta la pala d'altare della Madonna, opera di Luciano Ventrone.

### Architetture militari

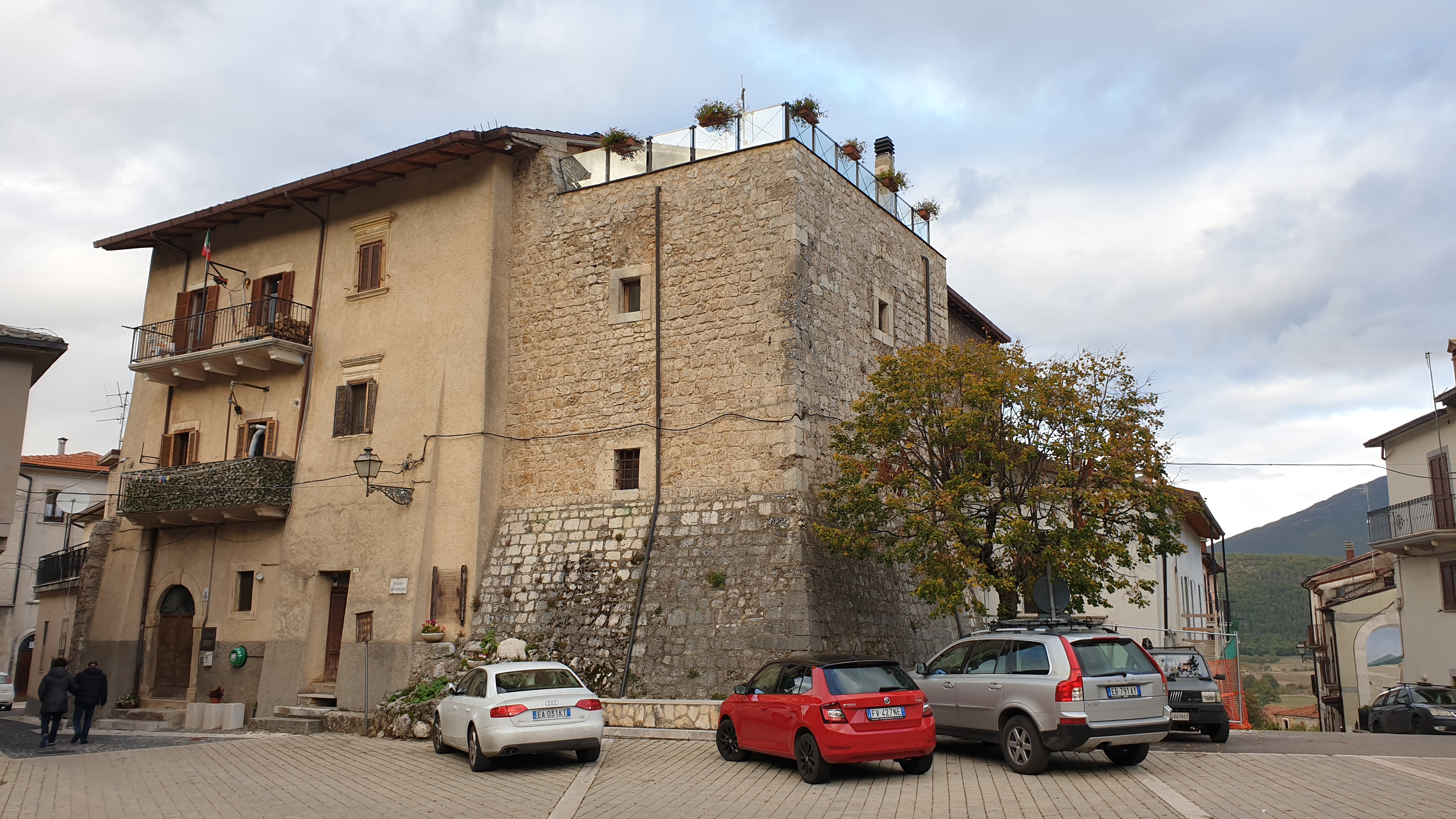
Torre baronale

Torre BaronaleAdeguata a mastio dell'abitato nel XVI secolo, la struttura originaria risale all'XI secolo. Situata sulla sommità di piazza San Rocco, la vecchia torre quadrata normanna (metri 7,60 x 8,20), rimaneggiata a cominciare dal XIV secolo, è affiancata dal palazzo baronale.

### Monumenti
- Fonte Vecchia, fontanile realizzato nel 1862. Le sculture decorative (mascheroni) sono opera di Francesco Sansone[39].

### Siti archeologici

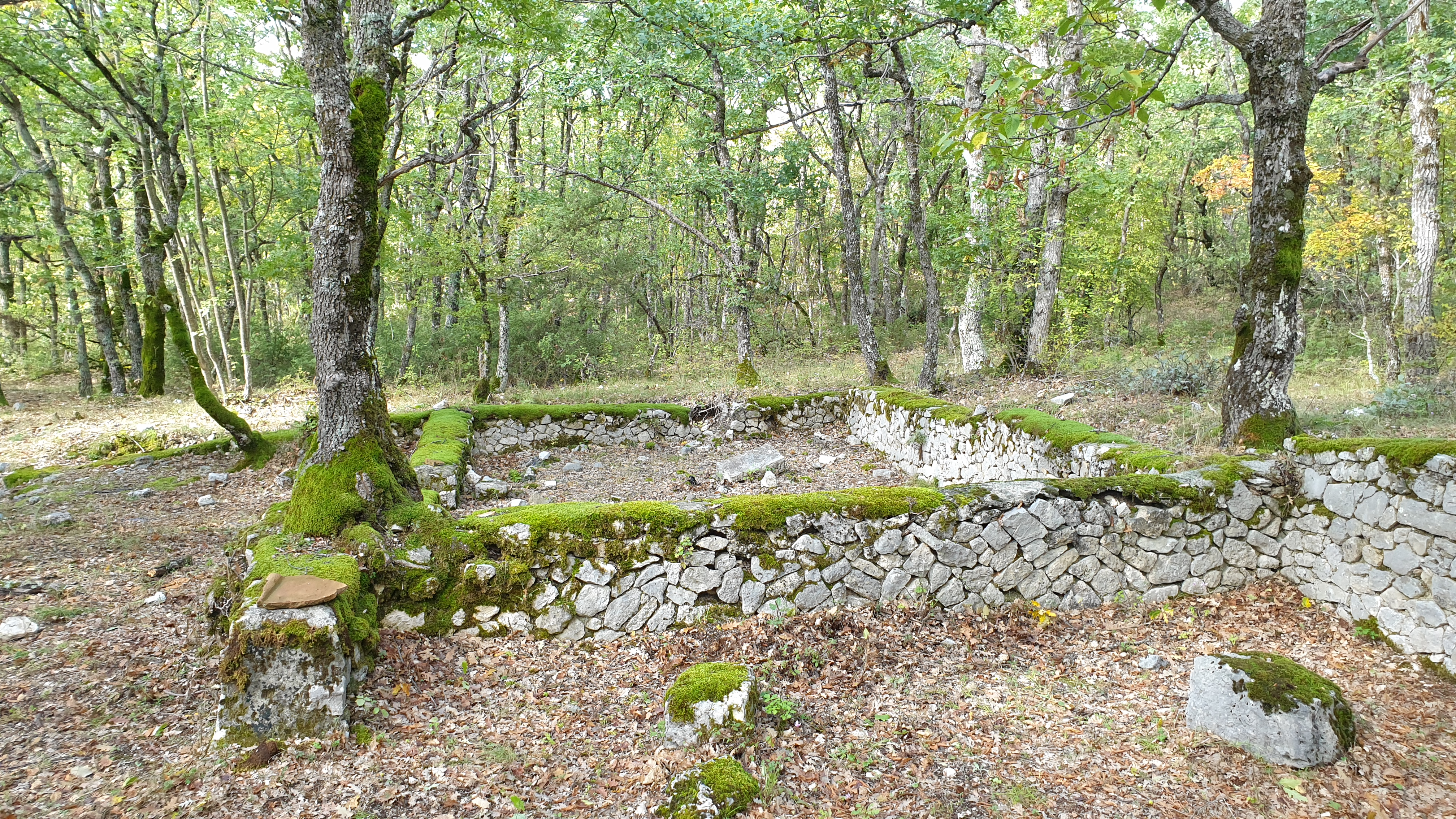
Resti dell'acropoli di località La Giostra

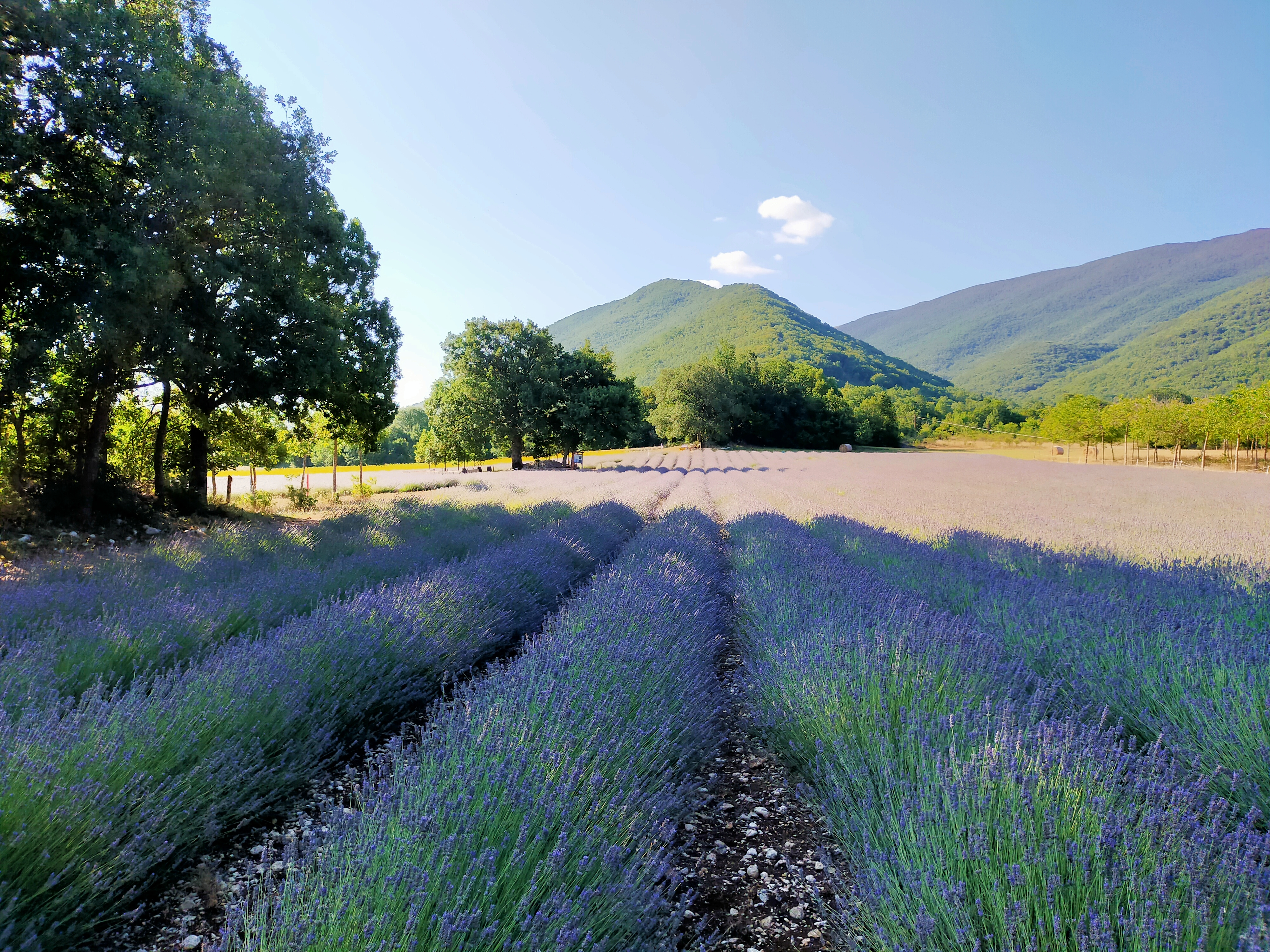
Lavandeto di Collelongo

Valle di AmpleroArea d'interesse archeologico situata a nord est del paese presso la valle di Amplero. Gli scavi effettuati dall'Università di Pisa a cominciare dal 1968 hanno fatto tornare alla luce numerosi resti del vicus e dei centri fortificati risalenti tra il IV e il III secolo a.C. Di particolare interesse l'acropoli di località La Giostra e la necropoli situata nella piccola valle del Cantone, tra Amplero e la piana del Fucino. Il letto in osso scoperto nella necropoli del Cantone e la parte inferiore della scultura italica denominata "Le gambe del diavolo" ritrovata in località San Castro sono esposti presso il museo archeologico nazionale d'Abruzzo a Chieti.

### Aree naturali
- Parco comunale Villabella, area verde situata nella parte alta del paese realizzata negli anni sessanta[41].
- Lavandeto di Collelongo[42]
- Aranello e Valle di Amplero
- Prati di Sant'Elia
- Forchetta Morrea, valico montano che conduce al territorio rovetano di Morrea
- Rio-Valle Casale
- Monte Longagna
- Serra Longa
- Via dei Marsi

## Società

### Evoluzione demografica
Abitanti censiti

### Tradizioni e folclore

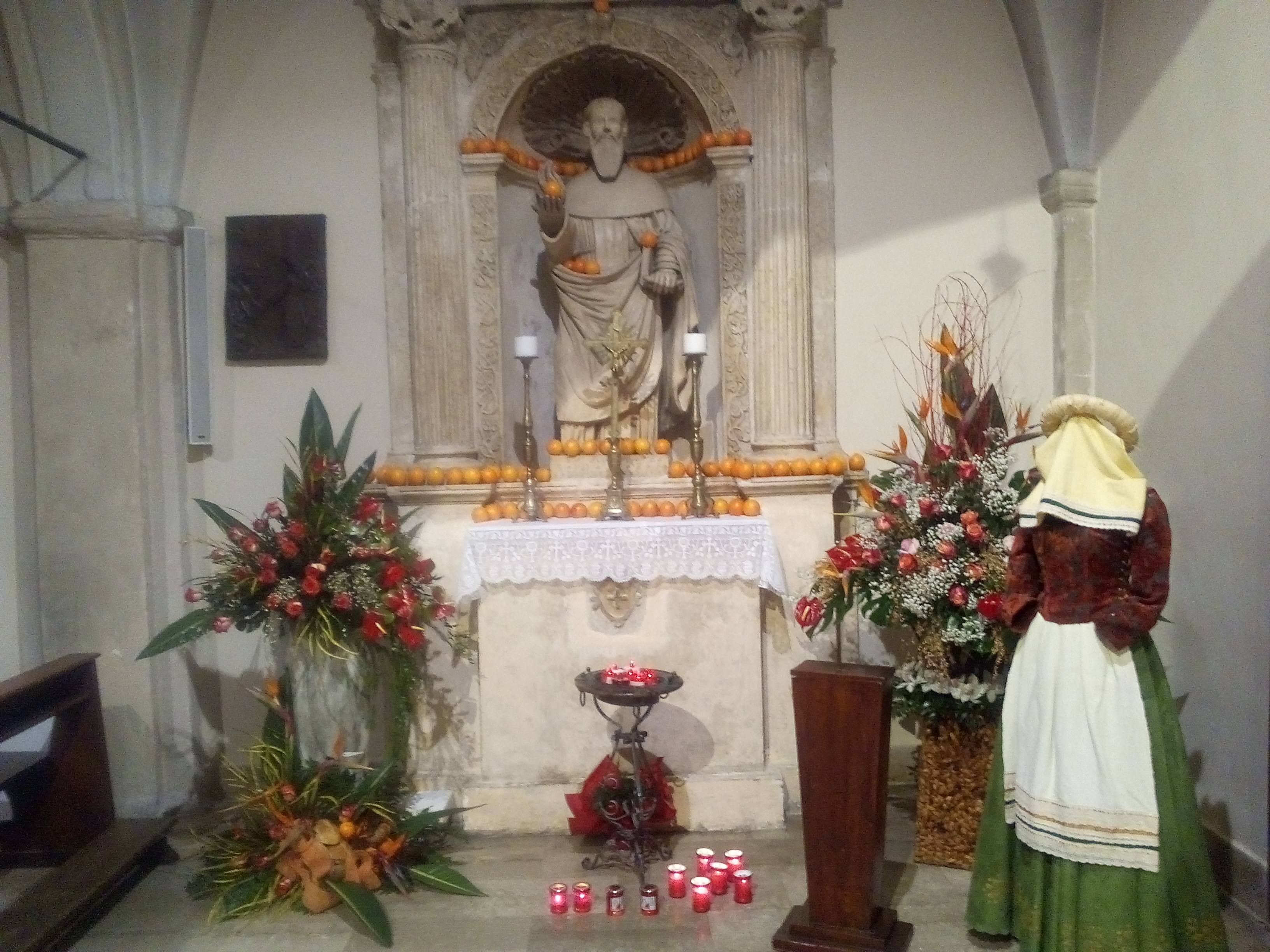
La statua di Sant'Antonio abate circondata dalle arance; a destra un abito tradizionale

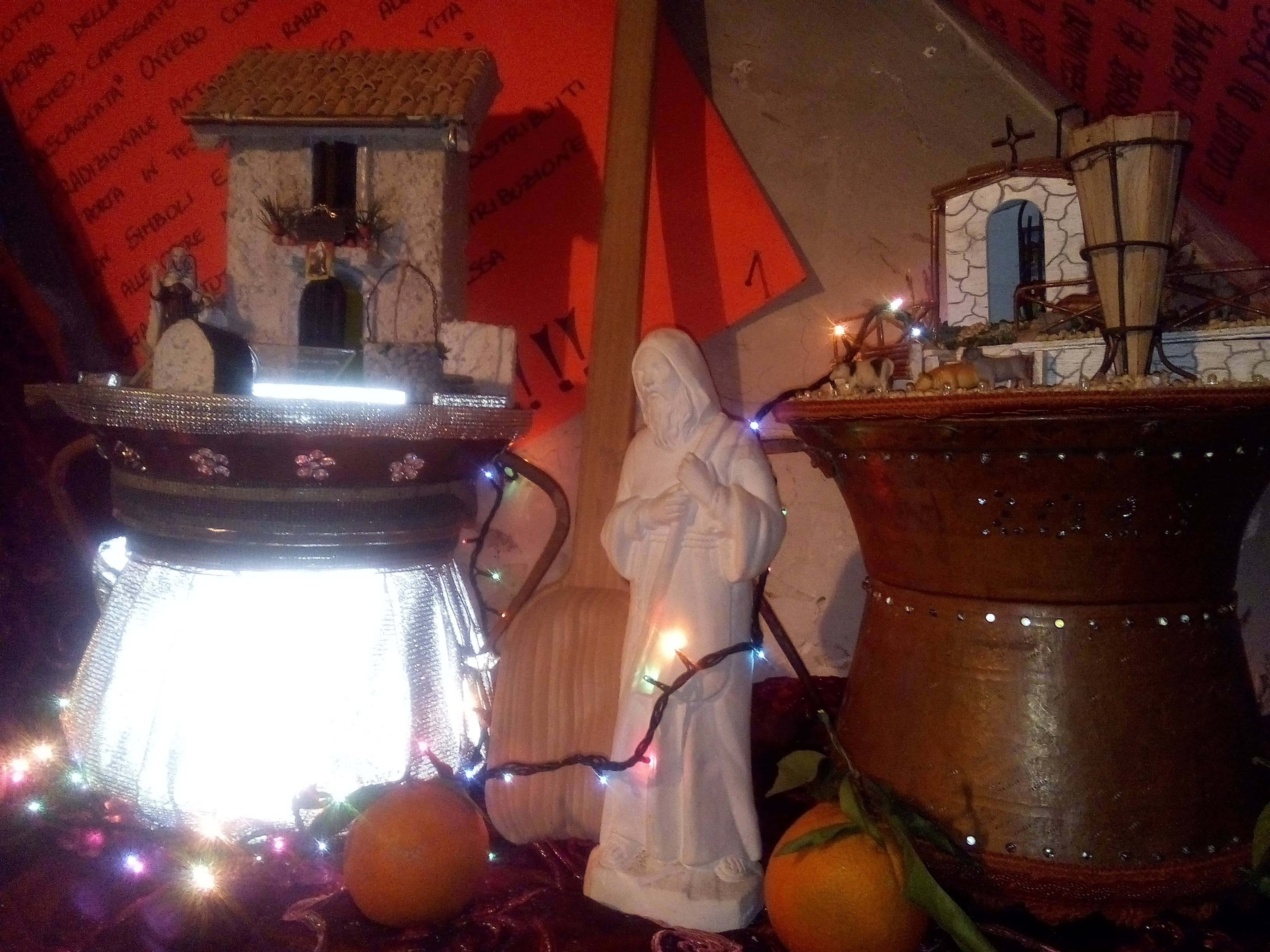
Le conche rescagnate

- 16 e 17 gennaio: festa di sant'Antonio abate, il cui culto risale localmente al XVII secolo[44]. La festa inizia nel pomeriggio del 16 gennaio. In serata c'è l'accensione delle grandi torce in legno di quercia alte oltre 5 metri che ardono durante tutta la notte. Contemporaneamente in alcune case del paese, allestite per l'occasione con arance e altre icone del santo, viene posta sul fuoco la "cuttora" (o "cottora"), un paiolo nel quale viene messo a bollire il granturco, le cicerchie o i "cicerocchi" (ceci rossi) raccolti durante l'anno. La sera viene preparata la "pizza roscia", una pizza cotta sotto la cenere composta da un impasto di farina di grano e di mais, condita con salsicce, ventresca e cavolo ripassato in padella. Alle 21 una fiaccolata, accompagnata da fisarmonicisti e cantanti che intonano la canzone popolare del santo, segue il parroco del paese a benedire le case ove, sopra il fuoco del camino, fuma per tutta la notte la cuttora. Chiunque entra nella cottora, fa gli auguri alla famiglia che la gestisce e gli viene offerto vino, companatico, mais bollito condito con olio e peperoncino, e dolci. Per tutta la notte, fino al mattino, il paese è animato da gente che canta, suona e gira di cuttora in cuttora. All'alba del 17 gennaio l'accensione dei petardi annuncia la sfilata delle "conche rescagnate" (ovvero addobbate): si tratta di conche in rame, una volta usate per attingere l'acqua alla fonte, che dotate di luci e sormontate da scene di vita contadina, vengono portate in sfilata dai giovani del paese vestiti con i tradizionali costumi popolari. Dopo la messa mattutina viene donato il mais benedetto per distribuirlo agli animali domestici. La festa si conclude nel pomeriggio con i classici giochi popolari[45].
- 24 giugno: festa di san Giovanni Battista. I ragazzi innamorati donano le rose alle belle ragazze del paese, mentre a quelle ritenute "non belle" vengono donate piccole croci realizzate con erba di Cicuta[46].
- 16 agosto: festa patronale di san Rocco[47].
- 7 dicembre: rito denominato "J favore" risalente al 1855 un anno dopo la proclamazione del dogma dell'Immacolata Concezione da parte di Papa Pio IX. Il falò acceso davanti alla chiesa di Santa Maria Nuova e le preghiere delle donne caratterizzano la festa religiosa[48].

## Cultura

### Musei

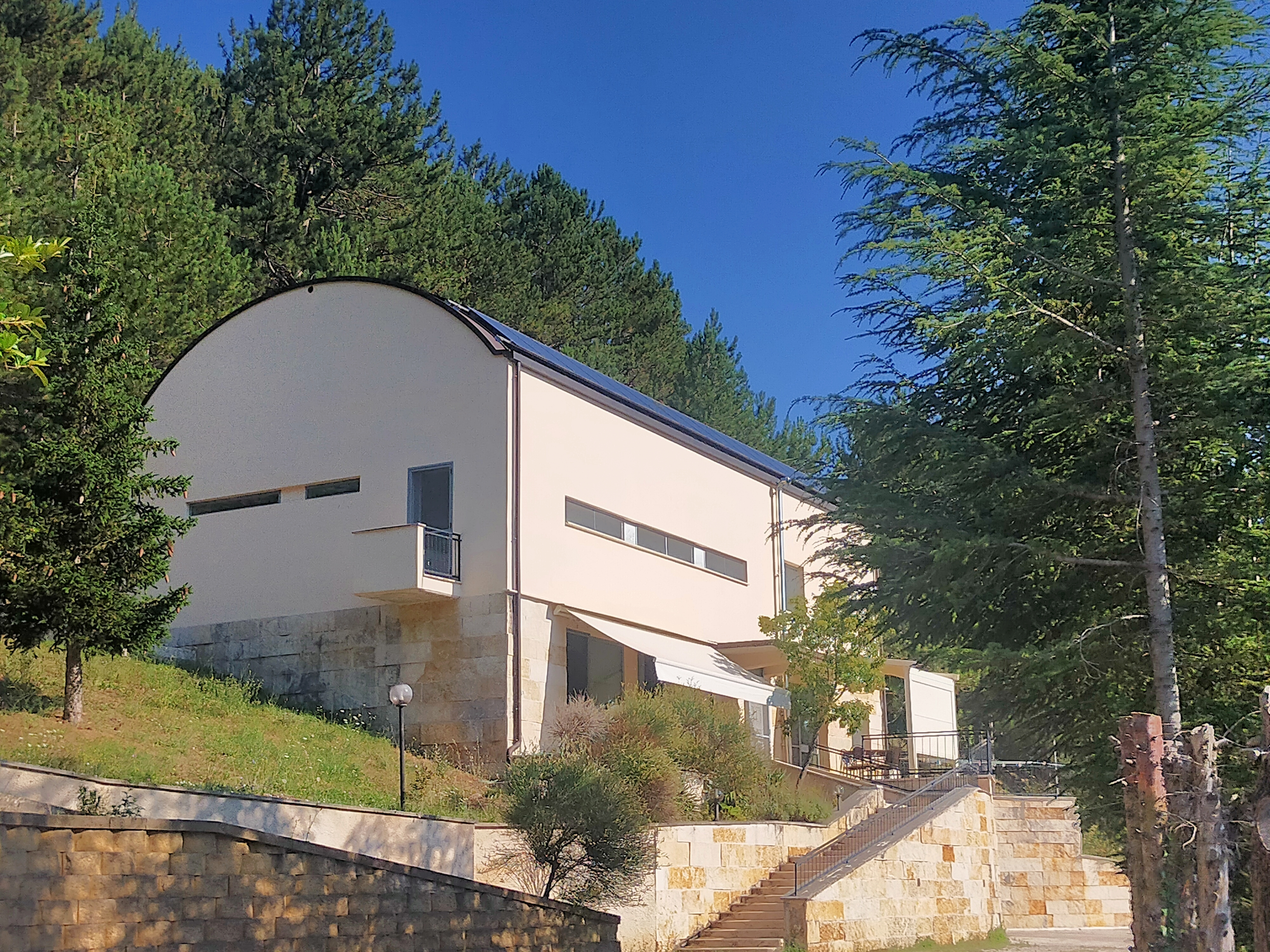
Casa museo Luciano Ventrone

Museo civico archeologico di CollelongoIl polo museale è ospitato nel palazzo Botticelli. Presenta due sezioni, quella storico-archeologica istituita nel 1985 e quella etnografica inaugurata nel 1999.
Casa museo Luciano VentroneInaugurata il 18 giugno 2022 su iniziativa della "Fondazione Luciano Ventrone e Miranda Gibilisco ETS", ospita le opere di Luciano Ventrone, pittore romano morto nella notte tra il 15 e il 16 aprile 2021 a 78 anni nella sua casa studio di Collelongo, dove ha vissuto e operato dal 1994. Ospita gli strumenti utilizzati per dipingere, i bozzetti e le raffigurazioni pittoriche della natura morta.

## Economia

### Turismo
Collelongo fa parte dell'associazione nazionale Borghi autentici d'Italia.

## Infrastrutture e trasporti

### Strade
Le strade provinciali n. 19 Ultrafucense e n. 127 della Vallelonga collegano il paese con Trasacco e Villavallelonga.

## Amministrazione

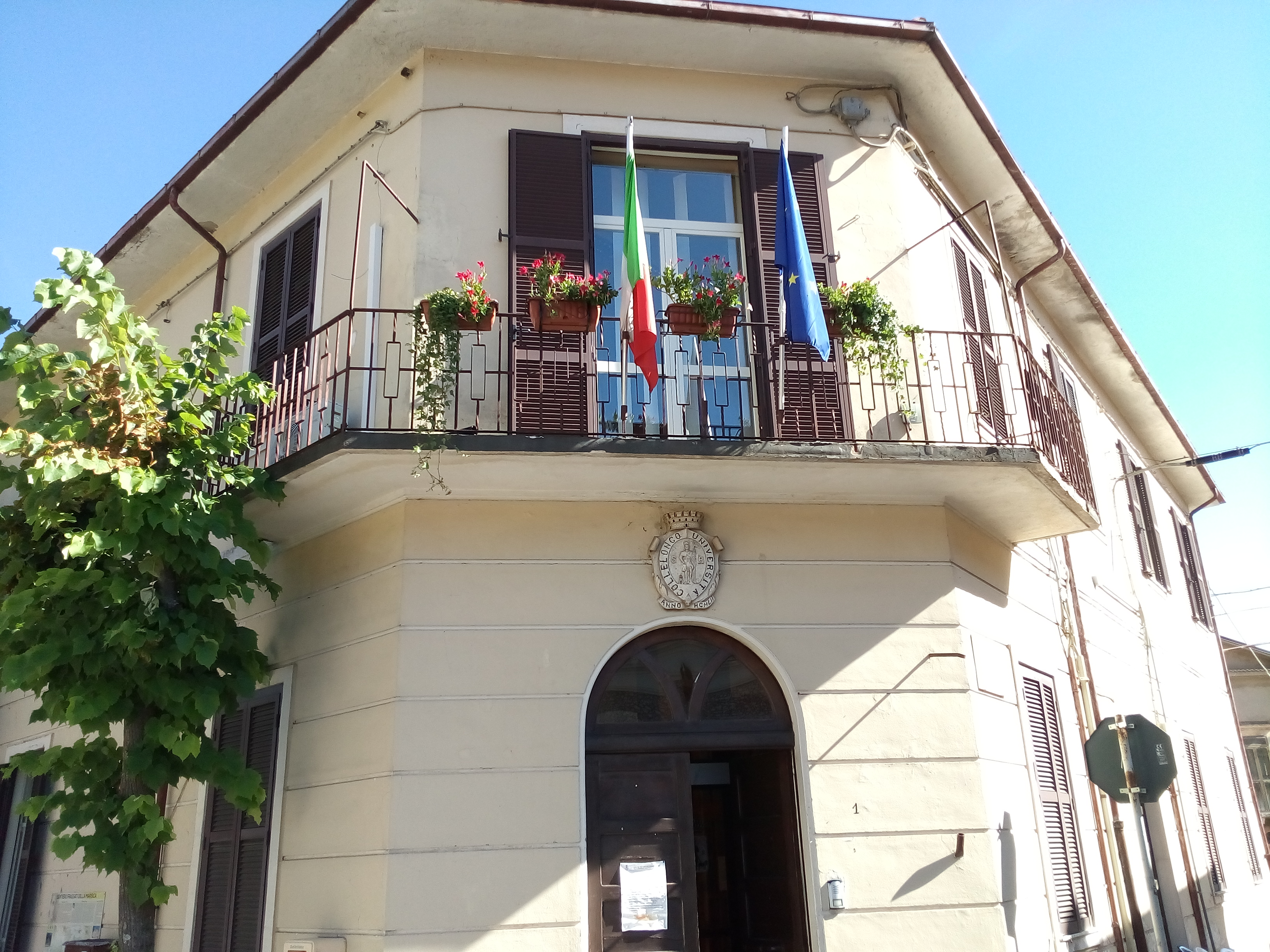
Municipio di Collelongo

Sul sito del Ministero dell'interno sono disponibili i dati di tutte le elezioni amministrative di Collelongo dal 1985 ad oggi.
| Periodo           | Periodo           | Primo cittadino          | Partito                                       | Carica  | Note |
| ----------------- | ----------------- | ------------------------ | --------------------------------------------- | ------- | ---- |
| 23 aprile 1995    | 12 giugno 1999    | Nicola Pisegna Orlando   | liste civiche di centro-sinistra              | Sindaco |      |
| 13 giugno 1999    | 12 giugno 2004    | Nicola Pisegna Orlando   | lista civica                                  | Sindaco |      |
| 13 giugno 2004    | 28 marzo 2010     | Angelo Gualtiero Salucci | lista civica                                  | Sindaco |      |
| 29 marzo 2010     | 30 maggio 2015    | Angelo Gualtiero Salucci | lista civica Lavoriamo insieme per Collelongo | Sindaco |      |
| 31 maggio 2015    | 21 settembre 2020 | Rosanna Salucci          | lista civica Collelongo unito per il futuro   | Sindaco |      |
| 22 settembre 2020 | in carica         | Rosanna Salucci          | lista civica Amare Collelongo                 | Sindaco |      |

### Gemellaggi
- Clapiers[55]

## Sport

### Calcio
La A.S.D. Vallelonga, nata dalla fusione tra la Folgore Collelongo e il Villavallelonga Calcio, ha militato nei tornei dilettantistici regionali.

### Podismo
Nella seconda domenica di maggio a Collelongo viene organizzata l'Ecomaratona dei Marsi, competizione podistica sulla classica distanza dei 42,195 km. La gara podistica di importanza nazionale parte da un'altitudine di 915 m s.l.m. per salire prima a quota 1.500 di Forchetta Morrea e poi a 1.700 della "Guardiola" di monte Colubrica.